# Buniabia filipes
Genre
Espèce
Buniabia filipes, unique représentant du genre Buniabia, est une espèce d'opilions laniatores de la famille des Assamiidae.

## Distribution
Cette espèce est endémique d'Ituri au Congo-Kinshasa. Elle se rencontre vers Irumu.

## Description
La femelle holotype mesure 3 mm.

## Publication originale
- Roewer, 1961 : « Opilioniden aus Ost-Congo und Ruanda-Urundi. » Annalen - Koninklijk Museum voor Midden-Afrika - Zoologische wetenschappen, no 95, p. 1–48.